# Ốc sên
Ốc sên hay ốc sên hoa (danh pháp khoa học: Achatina fulica) hay còn gọi là ốc ma là loài động vật thân mềm sống trên cạn, một số sống ở dưới nước thuộc họ Achatinidae.
Di chuyển bằng phần bụng

## Các phân loài
- Achatina fulica hamillei Petit, 1859[2]
- Achatina fulica rodatzi Dunker, 1852
- Achatina fulica sinistrosa Grateloup, 1840
- Achatina fulica umbilicata Nevill, 1879

## Trong văn hóa

### Phim
- Grub (Epic) (2013)
- Turbo (Theo) (Turbo) (2013)
- Chet (Turbo) (2013)
- Smoove Move (Turbo) (2013)
- Burn (Turbo) (2013)
- Skidmark (Turbo) (2013)
- White Shadow (Turbo) (2013)
- Whiplash (Turbo) (2013)
- Carl (Turbo) (2013)
- Lookout Snail (Turbo) (2013)
- Phil (Turbo) (2013)
- Plant Worker (Turbo) (2013)
- Radio DJ (Turbo) (2013)
- Sally (Turbo) (2013)
- Spanich DJ (Turbo) (2013)
- Tomato Slicer (Turbo) (2013)
- Worker Snail #1 (Turbo) (2013)
- Worker Snail #2 (Turbo) (2013)
- Worker Snail #3 (Turbo) (2013)
- Worker Snail #4 (Turbo) (2013)
- Worker Snail #5 (Turbo) (2013)
- Worker Snail #7 (Turbo) (2013)
- Snail (Franklin) (1997 - 2004)
- Shelby (Phim truyền hình Maya The Bee) (2012 - 2017)

### Trò chơi điện tử
Loạt game Snail Bob (2010 - 2014)

### Cuộc đua
Tại Anh, cuộc đua ốc sên được tổ chức vào tháng 7 hằng năm tại làng Congham của hạt Norfolk (lần đầu vào năm 1960), có hơn 100 con tham gia

## Hình ảnh

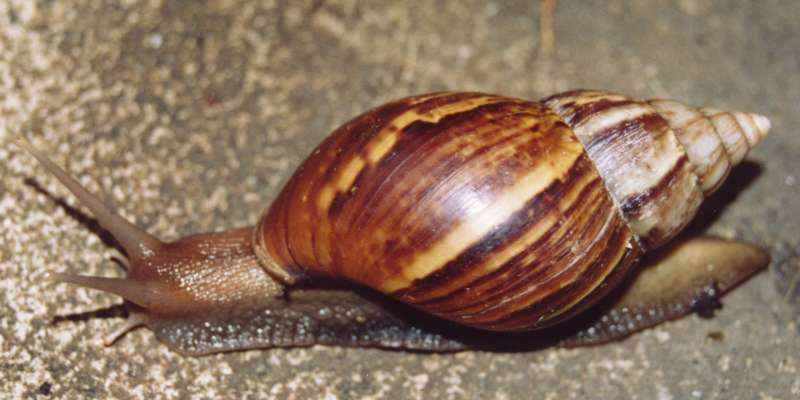
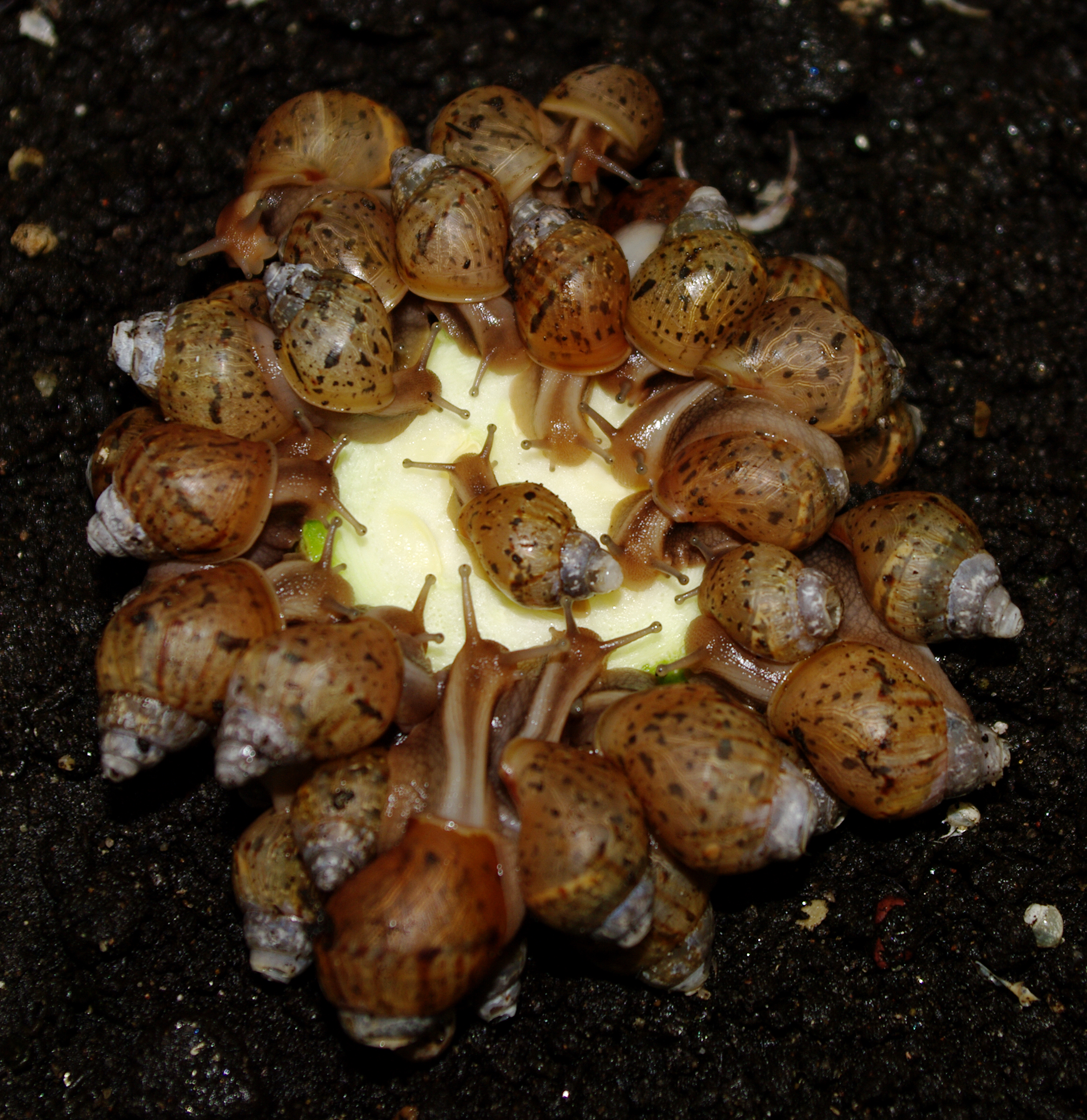
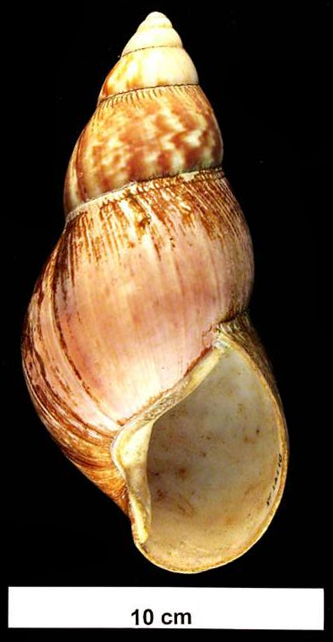
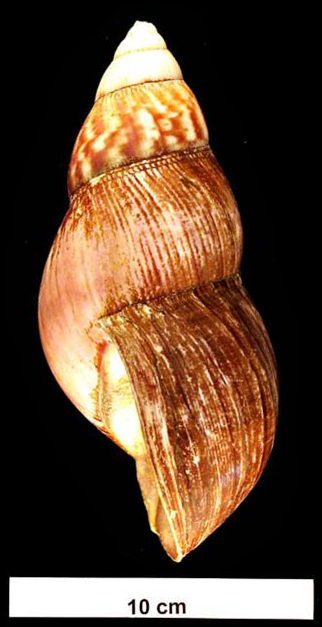